# فيسنتي إسكوديرو
فيسنتي إسكوديرو (بالإسبانية: Vicente Escudero)‏ هو مصمم رقص وكاتب إسباني، ولد في 27 أكتوبر سنة 1892 في بلد الوليد في إسبانيا، وتوفي في 4 ديسمبر 1980 في برشلونة في إسبانيا.

## وصلات خارجية
- فيسنتي إسكوديرو على موقع IMDb (الإنجليزية)
- فيسنتي إسكوديرو على موقع الموسوعة البريطانية (الإنجليزية)
- فيسنتي إسكوديرو على موقع قاعدة بيانات الفيلم (الإنجليزية)